# Piatto China
Il piatto China è un piatto fondamentale per i suoi effetti (nella batteria metal e hard rock non manca mai), utilizzato in una batteria o in un set di percussioni e fa parte della famiglia degli strumenti idiofoni.
Questo strumento a percussione è così chiamato per la sua particolare forma somigliante al tipico copricapo a falde larghe dei contadini cinesi.

## Descrizione
È un piatto con i bordi rovesciati (da 8 a 27 pollici), che viene montato solitamente con la campana verso il basso. Ha un suono molto particolare, impossibile da descrivere a qualcuno che non l'abbia mai ascoltato: di solito grave, aspro e metallico, fragoroso, esplosivo, scuro o argentino a seconda della misura.
Il piatto China può essere usato sia come piatto di chiusura (crash) o, suonato più delicatamente, come piatto di accompagnamento, soprattutto se ha un suono corto o nella versione pang (un piatto di diametro più largo). Viene utilizzato per creare particolari effetti di accentuazione durante i brani. È usato prevalentemente nel rock, nell'heavy metal e nel jazz moderno.